# نوروآنکولوژی
نوروآنکولوژی (انگلیسی: Neuro-oncology) به معنی مطالعه نئوپلاسم های مغز و نخاع است، که بسیاری از آنها (حداقل در نهایت) بسیار خطرناک و تهدید کننده زندگی هستند (آستروسیتوما، گلیوما، گلیوبلاستوما مولتی فرم، اپاندیموم، گلیوم پونتین و تومورهای ساقه مغز از جمله نمونه های بسیاری از این موارد هستند) . در میان سرطان های بدخیم مغز، گلیوم ساقه مغز و پونز، گلیوبلاستوما مولتی فرم، و آستروسیتوم/الیگودندروگلیوم با درجه بالا (بسیار آناپلاستیک) از بدترین ها هستند. در این موارد، بقای درمان نشده معمولاً تنها چند ماه است، و بقا با پرتودرمانی و درمان‌های شیمی‌درمانی فعلی ممکن است این زمان را از حدود یک سال تا یک سال و نیم، احتمالاً دو یا بیشتر، بسته به وضعیت بیمار، عملکرد سیستم ایمنی، افزایش دهد. درمان های مورد استفاده و نوع خاص نئوپلاسم بدخیم مغز. جراحی ممکن است در برخی موارد شفابخش باشد، اما، به عنوان یک قاعده کلی، سرطان های بدخیم مغز تمایل دارند به آسانی بازسازی شده و از بهبودی خارج شوند، به خصوص موارد بسیار بدخیم. در چنین مواردی، هدف برداشتن هر چه بیشتر توده (سلول‌های تومور) و حاشیه تومور بدون به خطر انداختن عملکردهای حیاتی یا سایر توانایی‌های مهم شناختی است.